# Basterotina angulata
Basterotina angulata is een tweekleppigensoort uit de familie van de Basterotiidae. De wetenschappelijke naam van de soort werd in 1857, als Saxicava angulata voor het eerst geldig gepubliceerd door S.V. Wood.